# 昭和40年会
昭和40年会（しょうわよんじゅうねんかい）として、一般に知られている団体には以下のものがある。
1. プロ野球「昭和40年会」
2. アーティストグループ「昭和40年会」（The Group 1965)
3. その他の団体（「昭和40年会ゴルフサークル」等）

- 1.のプロ野球選手・古田敦也や山本昌広が主宰する選手やコーチの親睦会「昭和40年会」は、チャリティや子ども向け野球教室を開催、プロ野球「昭和48年会」との試合などがテレビ放映されている。『ボク達同級生!プロ野球昭和40年会VS48年会』（関西テレビ放送）を参照。
- 2.のアーティストグループ「昭和40年会」は、親睦会や公募団体ではなく、コラボレーション作品などを国際的に展開しているグループで、公式ウェブサイト等で多数扱われている。

以後、本項において特記のない場合は、アーティストグループとしての昭和40年会を指すものとする。

## 昭和40年会（アーティストグループ）
1994年、NICAF 会場で会田誠、小沢剛、大岩オスカール、松蔭浩之らが話し込んでいた。彼らは全員が昭和40年（1965年）生まれであることに気づき、昭和40年会を結成することになった。
同じ年に、昭和40年会発足のアナウンスのため、NHKの会場を借りて急遽記者会見パフォーマンスを行った。記者会見に出席した当時の会員は会田誠、小沢剛、大岩オスカール、曽根裕、パルコキノシタ（当時はパルコ木下）、松蔭浩之、評論家の開発チエの7名だった。会長は松蔭浩之、マネージャーは当初は関ひろこが暫定的に行っていたが、1997年からは長谷川仁美が担当している。
その後女性アーティストの申明銀が加わったが、女性の申と開発は1996年に二人とも辞め、同じ年に曽根裕が方向性の違いから脱退した。
初期の展覧会は下北沢シナプス画廊での「昭和40年会」展（1996年）や、青山スパイラルホール（東京）の竹尾ペーパーショウ（1998年）では、それぞれが個々の作品を同世代をテーマに見せるというものであった。バルセロナ、ローザンヌ、ワイマール、東京と巡回した「Voices from Tokyo」展 にしてもやはり同じように個々の作品展示、日本人の若手の展覧会という内容であったが、日本の現代美術自体があまり知られていない時期のヨーロッパでの展示は紹介と言う点で大変意味のあることであった。いくつかの地元のメディアにも大きく報じられた。
1998年に当時明和電機の土佐正道が加入、つづいて1999年にサウンドアーティストの有馬純寿が加入した。1997年から2000年は、昭和40年会の初めて日本国外への巡回展が実現した年でもあった。1999年にはメンバー全員が出演した映像作品、「晴れたり曇ったり」をリリース、トークイベントと展覧会を開催。2002年から2003年は多くのメンバーがアーティストレジデンスなどで日本国外に滞在していたため、事実上活動は休止していた。大岩オスカールは現在もニューヨーク在住である。
2005年には昭和40年会が40歳になる年として、40X40プロジェクトと題し、それぞれのバースディにパブリックイベント、美術手帳での連載コラム、韓国ソウルでのイベントとパフォーマンス、バンクアート（横浜）や東京ワンダーサイトでの展覧会、同年12月の会長松蔭浩之の誕生日には、大規模なオールナイトのパーティを行うという1年であった。2008年には、「昭和40年会の東京案内」を出版、ナディッフでの展覧会を行った。同年土佐正道が脱退した。
2008年、書籍｢昭和40年会の東京案内」が出版された。これは、2005年1月から2008年7月のほぼ3年半にわたり、リアルトーキョーというウェブサイトで連載されたものでメンバーが代わる代わる東京について書いたエッセイである。東京案内と題しつつ、様々な事件や身の回りの出来事、思い出から、地方出身者の負い目まで様々な物語が語られる。当初は昭和40年会独特のイメージである「昭和の東京」やレトロな名所が語られることが多かったが、回を重ねるに連れそれぞれ独自の語り口になっていく。同年、出版記念を兼ねてナディフ（東京、恵比寿）にて展覧会とトークイベントが行われた。
昭和40年会の特徴のひとつといえば、彼らがそれぞれかけ離れた、と言ってもよいほどの異なる芸術表現を行っていることである。インスタレーション、絵画、サウンドアート、パフォーマンス、ニューメディア、コミュニティ・ベースド・アート。それぞれが一つの分野だけでなく活動しており、中には有馬純寿と松蔭浩之のように、コラボレーションで制作（Star, Echo) を行った例もある。また、媒体だけではなくその作品のテーマもかなり異なっている。
それぞれの個々の展覧会とは異なり、昭和40年会としての展覧会はやはり彼ら自身の育った時代背景 を共通のテーマとしたものになることが多い。1965年生まれの世代は、1970年に初めての日本での万国博覧会を子供時代に見て、日本の高度成長を目のあたりにして右肩上がりの未来を信じて育った世代である。テレビの草創期に育ち、小学校高学年には初めてのテレビゲームに夢中になった。1980年代には、「新人類」と呼ばれていた。また、1980年代終わりから1990年代にかけてのバブル崩壊を社会人の始まりに体験し、大きな価値転換を余儀なくされた経験を持つ。
2011年現在のメンバーは、会田誠、有馬純寿、小沢剛、大岩オスカール、パルコキノシタ、松蔭浩之の6名となっている。17年もの長きにわたり、ほぼメンバーが一定のアーティストグループは日本で他に例をみない。 2011年、ドイツのデュッセルドルフ美術館にて個展「The Group 1965ーWe are boys! 」を開催。
- アーティストグループの昭和40年会は、「オレたちは昭和40年にうまれた。それだけだ」を標榜し、昭和40年生まれのアーティストが集まって結成された団体である。アートフェア「国際コンテンポラリーアートフェスティバルNICAF1994」の会場で、若手アーティストが集まり話をしていたところ、偶然にも全員が昭和40年生まれということが判明し、結成された。
- 何回かメンバーチェンジを繰り返しているが、1999年5月より、会田誠、有馬純寿、小沢剛、大岩オスカール（2008年に大岩オスカール幸男から改名）、土佐正道（2008年脱退）、パルコキノシタ、松蔭浩之の7名のメンバーで固定している。初期には申明銀、曽根裕も参加していた。
- マニフェストには、同じ年にうまれただけ、と標榜しているが、風刺と笑い・ナンセンスを作品のテーマに採り入れ、パフォーマンス・アートを手がけるなどの点で共通点がある。また、1990年代前半にはギンブラート、新宿少年アートなどの街頭展に参加したり、国際的な動きともなった「参加芸術」を興すなど、いくつかの点で現在のアートシーンの基礎を造る形で活躍した集団である。
- メンバー全員が40歳になる2005年には、それを記念して通年の企画「40×40プロジェクト」を展開した。昭和40年会名義で発表された作品の一部は深瀬記念視覚芸術保存基金や現代美術製作所に収蔵されており、広島市現代美術館で開催された回顧展「七人も侍」（2005）をはじめとする展覧会で展示されている。
- 自主ギャラリー（インディペンデント・スペース、ニュートラル・スペースとも呼ばれる）や新しい形のアーティスト・グループの台頭にも連動しており、スタジオ食堂、コマンドNなどと並んで、1990年代以降の日本の現代アートシーンを語る上では欠かせないグループのひとつである。

## 昭和40年会 略歴
- 1994年 - NICAF会場にて結成　パシフィコ横浜
  - オリジナルメンバー：会田誠、大岩オスカール、小沢剛、開発チエ、パルコキノシタ、曽根裕、松蔭浩之、申明銀
- 1996年 - 開発、申、曽根脱退
- 1998年 - 土佐正道（明和電機　当時）加入
- 1999年 - 有馬純寿加入
- 2008年 - 土佐正道脱退

個展
- 1994年
  - 「昭和40年会」 - なすび画廊、六本木ウェーブ、東京
- 1996年
  - 「昭和40年会」 - シナプス画廊、東京
- 1997年
  - 「昭和40年会　東京からの声」 - ガレリア・メトロポリターナ・バルセロナ、バルセロナ、スペイン
- 1998年
  - 「昭和40年会　東京からの声」 - ギャラリー・ワイマール、ワイマール、ドイツ
  - 「昭和40年会　東京からの声」 - ギャラリーエスパース・フロン、ローザンヌ、スイス
- 1999年
  - 「晴れたり曇ったり」 - ナディフ、東京
  - 「昭和40年会　欧州巡回凱旋帰国展」 - 現代美術製作所、東京
- 2000年
  - 「昭和40年会in Osaka」 - 児玉画廊、大阪
  - 「晴れたり曇ったり」 - dot、愛知
- 2005年
  - 「昭和40年会　七人も侍」 - 広島市現代美術館、広島
  - 「昭和40年会の東京おみやげ展」 - トーキョーワンダーサイト、東京
- 2008年
  - 「昭和40年会の東京案内」 - ナディフ・アパート、東京
- 2011年
  - 「The Group 1965 - We are Boys !」 - デュッセルドルフ美術館、デュッセルドルフ、ドイツ
- 2013年
  - 「昭和40年会−We were boys.」-  鎌田共済会 郷土博物館 坂出市、香川県

グループ展
- 1998年
  - 「竹尾コミュニケーションペーパーショウ」 - スパイラルホール、東京
- 2005年
  - 「バンクアートライフ」 - バンクアートスタジオNYK、神奈川
  - 「サーシブ（40）」韓国アーティストグループ（368世代）とのジョイント展 - ループ、ソウル、韓国
- 2013年
  - 「昭和40年会男木学校」- 瀬戸内国際芸術祭2013 高松市 男木島、香川県
- 2016年＜開催予定＞
  - 「昭和40年会男木学校」- 瀬戸内国際芸術祭2016 高松市 男木島、香川県

イベント、トーク、キュレーションなど
- 1994年
  - 結成記者会見パフォーマンス - NHKスタジオ、東京
- 1996年
  - パフォーマンス、レクチャー、ワークショップ - 高松市美術館、香川
- 1997年
  - 記者発表パフォーマンス - 現代美術製作所、東京
- 1999年
  - 「スタジオ食堂 vs 昭和40年会」トーク - ナディフ、東京
  - 「晴れたり曇ったり」VHSリリース
- 2000年
  - 東京造形大学にて講義
  - 「ドメスティック・グローバル」シンポジウム - 大阪科学技術館、大阪
- 2004年
  - カフェナイト - 森美術館、東京
- 2005年
  - 「昭和40年会はお熱いのがお好き」パフォーマンス - 別府プロジェクト、大分
  - 「松蔭浩之のバースディ・パーティ」 - バンクアート1929、神奈川
  - 「七人の小侍 + 1」（キュレーション、昭和40年会＋長谷川仁美） - ギャラリーアンポンタン、東京
  - 「サーシブ（40）」オールナイトイベント - ループ、ラティーノ、ソウル、韓国
- 2005年-2006年
  - 美学校にて講義
  - 東京大学にて講義
- 2008年
  - 「昭和40年会の東京案内」出版記念トーク - 新宿ブックファースト、ナディフアパート、東京
  - 「昭和40年会の東京案内」出版 アキオナガサワパブリッシング
  - 「晴れたり曇ったり」DVD ミアカビデオアーカイブ
- 2009年
  - 「昭和40年会の東京案内」出版記念トーク - アセンス、大阪

## 出版等
- 「昭和40年会カタログ」（1998年）
- 昭和40年会ザ・ムービー「晴れたり曇ったり　それはいままでで、一番あつい夏休みだった」（1999年／日本作品／65分／COLOR）
- 「おまえの何が現代美術（アート）なのか」（アートマガジンLR17号、1999年）
- 「昭和40年会の東京案内」（2008年）